# Операция «Равив»
Операция «Равив» (ивр. מבצע רביב‎, араб. عملية رافيف‎, Операция «Изморось») — успешный рейд Армии обороны Израиля в ходе Войны на истощение в 1969 году.

## Предыстория
Начиная с марта 1969 года, Египет начал против Израиля войну на истощение.
Чтобы нейтрализовать угрозу со стороны Египта, после проверки превосходства в воздухе в предыдущих операциях было решено нанести удар по тыловой инфраструктуре.
Рейд «Равив» была совместной операцией ВВС Израиля, ВМФ Израиля под командованием контр-адмирала Авраама Боцера и командующим бронетанковыми силами Израиля Авраамом Аданом. Специальная группа была создана для рейда, состоящего из войск различных подразделений. Их возглавил подполковник Барух Харель и второй номер Шломо Баум.
Замысел израильтян состоял в рейде, осуществлённом израильтянами, одетыми в египетскую военную форму, на трофейных советских «Т-55» и «БТР-50», захваченных во время Шестидневной войны. При этом, в рейде были задействованы бойцы спецназа «Шайетет 13». Для транспортировки были использованы три десантных судна.

## Операция
В течение подготовки к рейду была устранена угроза со стороны двух египетских торпедных катеров, уничтоженных 7 сентября 1969 года. При отступлении под водой взорвался израильский подводный аппарат, из четырёх бойцов израильского спецназа, находившихся на борту, выжил только один.
Начиная с 10 часов вечера 8 сентября, отряд десантных судов переправил на египетскую сторону Суэцкого залива из Рас-Сидра 6 израильских танков «Т-55», три «БТР-50» с опознавательными знаками египетской армии и около 100 бойцов. Рейд прикрывали самолёты A-4H Skyhawk. Также была задействована 130 мм пушка дальнобойной артиллерии.
В 3:35 утра 9 сентября 1969 года десант был высажен в Эль-Хафир, в 40 км к югу от Суэца. К 7 утра отряд достиг Рас абу-Драдж. После уничтожения радара, 20 минут спустя, отряд направился в Рас-Заафрана, где разгромили местный командный пункт зенитной обороны. По дороге был раздавлен вместе с машиной, пытавшийся остановить «египетские силы» генерал Хасан Камель. Египетским огнём был сбит самолёт-штурмовик A-4H Skyhawk, израильский пилот майор Хаггаи Ронен упал в Суэцкий залив, где пропал без вести.
В течение почти 10 часов этот десантный отряд израильской армии прошёл 45 километров, атакуя египетские подразделения. Всего удару подверглись 19 постов береговой обороны, два поста РЛС раннего предупреждения и несколько тыловых лагерей. Одна танковая база была оставлена неразрушенной в связи с командой не вступать в прямой бой с египетскими танковыми силами.
Израильтяне уничтожили радиолокационные станции и 12 форпостов. Техника была забрана судами в Абу Зенима, а солдаты вернулись в Рас-Седр.

## Результат
Людские потери Египта составили около 100−150 человек убитыми, включая одного генерала и советского военного советника. Согласно книге «Россия (СССР) в войнах второй половины XX века», в день проведения рейда 9 сентября 1969 г. «при исполнении служебных обязанностей» погибли два советских советника при египетских зенитно-ракетных частях (полковник Корнеев и майор Карасев).
По заявлениям некоторых источников, израильтяне захватили один или два новейших танка Т-62 и отправили их в Великобританию. Стоит заметить, что официальные израильские и английские лица по этому случаю заявили, что ничего этого не происходило и уточнили, что на самом деле «танками Т-62» оказались британские танки Чифтен, которые после испытаний израильтяне отправили в тот день назад в Великобританию.
Официальный представитель Египта заявил, что израильские силы были отбиты «с большими потерями в живой силе и технике», и что Египет одержал победу. Лидер Египта Гамаль Абдель Насер перенёс через день сердечный приступ, до этого успев разжаловать начальника Генерального штаба Ахмада Исмаила Али, командующего ВМС Египта Фуада Абу Зикри и командующего, ответственного за регион Красного моря.

## Последующие события
Два дня спустя Египетские ВВС в ответ атаковали группой из 60—70 самолётов запад Синайского полуострова. Вылетевшие навстречу израильские ВВС потеряли один самолёт в воздушном бою, пилот был захвачен в плен. Согласно американским данным, потери египтян от огня с земли и воздушных боёв в этом налёте составили 11 самолётов, в том числе семь МиГ-21, три Су-7Б и один МиГ-17, в то же время сами израильтяне заявляли лишь о 8 сбитых египетских самолётах
.